# Аријана Харвикс
Аријана Харвикс (енгл. Ariana Harwicz; Буенос Ајрес, 1977), аргентинска књижевница, сценариста, драматург и документарист.

## Биографија
Студирала је сценарио и драму у Аргентини, извођачке уметности у Паризу и компаративне књижевности на Сорбони.
Предавала је сценарио и написала две драме које су постављене у Буенос Ајресу. Објавила је романе Цркни, љубави (2012), La débil mental  (2014), Precoz (2015), Degenerado (2019).
Од 2007. године живи и ради у Француској.

## Дела

### Романи
- Цркни, љубави (Mátate, amor), 2012.
- La débil mental, (2014).
- Precoz, (2015).
- Degenerado, (2019).

## Награде
Роман Цркни, љубави је добио Награду за књигу године 2012. године коју додељује аргентински лист La Nación. Енглеско издање исте књиге номиновано је за признања "Republic of Conciousness" и "Man Booker International" 2018, а немачко издање номиновано је за "Internationaler Literaturpreis" 2019.